# Dimmi cosa succede sulla terra
Dimmi cosa succede sulla terra è il quindicesimo album in studio del cantautore italiano Pino Daniele, pubblicato il 12 marzo 1997 dalla CGD East West.

## Descrizione
Oltre ai singoli Che male c'è, Dubbi non ho e Amici come prima, l'album contiene anche Scirocco d'Africa, brano cantato in duetto con Giorgia,,The Desert in My Head, che vede la partecipazione di Noa e Canto do mar con il conterraneo Raiz.

## Successo
Dimmi cosa succede sulla terra è stato il disco più venduto dell'anno. A distanza di un solo giorno dalla sua pubblicazione, il disco ha debuttato al secondo posto della classifica FIMI, per poi raggiungere la prima posizione durante la sua seconda settimana di permanenza.
Secondo i dati raccolti dalla rivista Musica e dischi, il disco ha venduto oltre 900 000 copie in Italia durante il 1997.
In occasione del Premio Italiano della Musica 1998, l'album ha ricevuto una nomination come Disco italiano dell'anno, mentre il brano Che male c'è, in esso contenuto, è stato nominato come Canzone italiana dell'anno. Nell'ambito dello stesso evento, Pino Daniele ha ricevuto il premio speciale come artista dell'anno dalla rivista Musica!.
Il successo commerciale dell'intero lavoro discografico ha consentito inoltre a Pino Daniele di aggiudicarsi la vittoria al Festivalbar 1997.

## Tracce
Testi e musiche di Pino Daniele.
1. Il pianeta delle parole – 0:34
2. Continueremo a navigare – 3:53
3. Che male c'è – 4:07
4. Dubbi non ho – 4:15
5. La mia emozione più forte – 4:20
6. Scirocco d'Africa – 4:32 – con Giorgia
7. Amici come prima – 2:41
8. Non ho paura del mostro – 3:45
9. Stare bene a metà – 3:14
10. The Desert in My Head – 4:24 – con Noa
11. Se domani pioverà – 4:00
12. Canto do mar – 4:13 – con Raiz
13. Questo immenso – 5:05

## Formazione
- Pino Daniele - voce, chitarra acustica e chitarra elettrica, basso elettrico (in Canto do mar)
- Hossam Ramzy - percussioni
- Deron Johnson - tastiera elettronica, organo Hammond
- Jimmy Earl - basso
- Manu Katché - batteria
- Rita Marcotulli - tastiera
- Fabio Massimo Colasanti - chitarra
- Accademia Musicale Italiana - archi (in Amici come prima)
- Gianluca Podio - direttore d'orchestra (in Amici come prima)
- Gennaro Tesone - batteria (in Canto do mar)
- Paolo Polcari - tastiera (in Canto do mar)

## Classifiche
| Classifica (1997) | Posizione massima |
| ----------------- | ----------------- |
| Europa            | 21                |
| Italia            | 1                 |
| Svizzera          | 42                |

### Classifiche di fine anno
| Classifica (1997) | Posizione |
| ----------------- | --------- |
| Europa            | 52        |
| Italia            | 1         |